# Парфенчук Анатолій Михайлович
Анатолій Михайлович Парфенчук (нар. 6 червня 1928, місто Горлівка, тепер Донецької області — 1985, місто Донецьк) — український радянський діяч, начальник комбінату «Артемвугілля» Донецької області. Член ЦК КПУ у 1971 — 1976 р.

## Біографія
Народився у родині шахтаря. Після закінчення Горлівської семирічної школи працював креслярем конструкторського відділу Горлівського машинобудівного заводу імені Кірова.
У 1946 — 1950 р. — студент Горлівського гірничого технікуму, здобув спеціальність гірничого техніка-електромеханіка.
У 1953 році закінчив Дніпропетровський гірничий інститут.
У грудні 1953 — березні 1957 р. — помічник начальника, начальник добувальної ділянки, помічник і заступник головного інженера шахти «Кочегарка» (місто Горлівка Сталінської області) з виробництва.
У березні 1957 — червні 1960 р. — начальник шахти № 19-20 Сталінської області. У червні 1960 — вересні 1963 р. — начальник шахти № 4-5 «Микитівка» у місті Горлівці Донецької області.
Член КПРС з 1962 року.
У вересні 1963 — 1969 р. — керуючий тресту «Дзержинськвугілля» міста Дзержинськ Донецької області.
У 1969 — 1970 р. — головний інженер комбінату «Артемвугілля» міста Горлівки Донецької області. У 1970 — 1975 р. — начальник комбінату «Артемвугілля» міста Горлівки Донецької області.
У 1975 — 1985 р. — заступник директора Донецького вугільного інституту.

## Нагороди
- орден Леніна (1971)
- орден Трудового Червоного Прапора
- лауреат Державної премії Української РСР в галузі науки і техніки (1975)
- медалі